# Lonchoptera tarsulenta
Espèce
Lonchoptera tarsulenta est une espèce de diptères.